# Emma Geller-Green
Emma Geller-Green er Ross' og Rachels barn i tv-serien Friends.
Emma bliver "dannet" da Rachel og Ross havde sex. Kondomet som de brugte var kun 97% sikkert, hvilket senere får Ross til at ringe og klage til kondomselskabet. Få uger efter skal Monica og Chandler giftes og da tager Rachel en graviditetstest, hvorefter hun opdager at hun er gravid. Pheobe finder også ud af dette og lader som om at hun er gravid, hvilket ender med at Joey frier til hende, da han nægter at lade en enlig mor i stikken. Monica får senere at vide om Rachels graviditet til brylluppet, da Rachel nægter at drikke champagne. Rachel tager endnu en graviditetstest som en del af Monicas bryllupsgave.
Under den første del af sin graviditet bor Rachel hos Joey, men senere flytter hun ind hos Ross, da han føler at han går glip af vigtige dele af graviditeten. 
Ross og Rachel havde fundet mange forskellige navne til deres lille pige men de passer ikke til hende, så Monica giver Rachel det navn som hun selv ville have givet sin første lille pige, altså navnet Emma.

## Etårs fødselsdag
Ved Emmas etårs fødselsdag sover hun, mens alle gæster venter utålmodigt. Monica og Chandler brokker sig over, ikke at kunne komme på weekendophold i Vermont, for at få gnisten tilbage i deres forhold. Joey har ikke købt en gave og finder på at lave en dramatisk fremføring af en af Emmas bøger, mens Pheobe har skrevet en sang, der lyder: 
"Happy birthday Emma,
 
Your name puts me in a dilemma,

'cause nothing realy tunnes om Emma,

Maybe the achtor Richard Crena,

He played for officer in Rambo,

Happy birthday Emma!"
Samtidig finder Rachel ud af, at den kage hun har kørt langt for at hente, ikke ligner en kanin med Emmas ansigt på, men en penis med Emmas ansigt på. Rachel låner Monicas bil for at hente en ny kage, men Rachel bliver taget i at kører for stærkt og har glemt sit kørekort, så Ross må hente hende. På vej tilbage til Manhattan fortæller Rachel, hvor fantastisk en fødselsdag hun havde forstillet sig. Ross laver heldigvis kagen om til en kanin og selvom Ross' forældre er taget hjem, da de kommer tilbage, får Rachel netop den fødselsdag hun ville holde for Emma.